# Paradelma orientalis
Paradelma orientalis là một loài thằn lằn trong họ Pygopodidae. Loài này được Günther mô tả khoa học đầu tiên năm 1876.